# 王仕斌
王仕斌（1966年11月—）四川三台人，中华人民共和国政府官员，曾任中共阿勒泰地委委员、中共阿勒泰市委书记，2016年因严重违纪被查处。

## 生平
1993年9月加入中国共产党。1984年11月至1985年9月，在新疆生产建设兵团农十师187团11连接受再教育。1985年9月至1987年10月，在新疆维吾尔自治区供销学校文秘专业学习。1986年11月参加工作。1987年10月至1991年10月，任阿勒泰市供销社秘书、团委书记。其间，1988年10月到1991年8月在中共新疆维吾尔自治区党委党校函授文秘专业学习。1991年10月至1995年3月，任阿勒泰地区行署办公室秘书。1995年3月至1997年5月，任阿勒泰地区行署办公室秘书科副科长。其间，1994年8月到1996年12月在中共中央党校函授经济管理专业学习。1997年5月至2000年7月，任阿勒泰地区行署办公室秘书科科长。2000年7月至2002年11月，任布尔津县副县长。2002年11月至2004年4月，任阿勒泰市委常委、副市长。2004年4月至2008年1月，任阿勒泰地区行署副秘书长、办公室主任。2008年1月至2月，任阿勒泰地区北屯建市筹建处主任。2008年2月至10月，任阿勒泰地区北屯建市指挥部党委委员、筹建处主任。2008年10月至2012年4月，任中共阿勒泰市委书记。2012年4月起，任中共阿勒泰地委委员、中共阿勒泰市委书记，一直任至2016年被查处。他是新疆维吾尔自治区第八次党代会代表。
2009年，在中共阿勒泰地委委员、中共阿勒泰地区纪委书记吴伟平的推动下，阿勒泰地区颁布实施《县（处）级领导干部财产申报的规定（试行）》，阿勒泰地区成为中国内地首个推行官员财产申报公开的地方。中共阿勒泰市委书记王仕斌在财产申报表中填写着：工资：21036元/年，奖金、津贴、补贴、福利费：24835元/年，此外无任何额外收入，利用职权收礼为“无”。王仕斌的申报表被媒体广泛报道，他也成为中国内地第一个财产收入被全国人民知晓的官员。但随着吴伟平在2009年突然去世，阿勒泰地区的官员财产申报公开改革遂不了了之。
2016年6月5日，新疆维吾尔自治区纪委监察厅网站发布消息称，新疆维吾尔自治区林业厅原党委副书记、厅长艾则孜·克尤木，中共阿勒泰地委委员、中共阿勒泰市委书记王仕斌，新疆投资发展（集团）有限责任公司党委副书记、董事、纪委书记王琦，伊犁哈萨克自治州人口卫生和计划生育委员会党组书记（副厅长级）、副主任许洪元等4人因涉嫌严重违纪正在接受组织调查。2016年9月18日，根据中央纪委监察部网站消息，日前经中共新疆维吾尔自治区党委批准，中共新疆维吾尔自治区纪委对王仕斌严重违纪问题进行立案审查，依据《中国共产党纪律处分条例》等规定，经中共新疆维吾尔自治区纪委常委会议研究并报中共新疆维吾尔自治区党委常委会议审议，决定给予王仕斌开除党籍、开除公职处分；收缴王仕斌的违纪所得；将王仕斌涉嫌违法犯罪问题以及线索移送司法机关处理。